# Внешняя политика Австрии
С подписанием в 1955 году Государственного договора о восстановлении независимой и демократической Австрии (Декларации о независимости Австрии) СССР, США, Великобританией, Францией и Австрией закончился оккупационный период. Австрия была признана суверенным и независимым государством. В октябре того же года австрийский парламент принял конституционный закон, провозглашающий вечный нейтралитет и отказ в будущем от участия в каких-либо военных альянсах и запрет на размещение любых военных баз на своей территории. С этого момента Австрия строила свою внешнюю политику отталкиваясь от принципа постоянного нейтралитета.
В 1990-е годы, впрочем, Австрия начала переосмысливать свой нейтралитет, открыв своё воздушное пространство для полётов самолётов, задействованных в Войне в Персидском заливе в 1991 году и во время операции НАТО против Сербии в 1999 году — Косовская война. С 1995 года Австрия активно участвует в структуре безопасности Европейского союза, что фактически перечёркивает позицию нейтралитета. Также в 1995 году страна присоединилась к программе «Партнёрство во имя мира» и участвовала в миротворческой миссии в Боснии. В 1996 году усилились дискуссии по поводу вступления Австрии в блок НАТО. Австрийская народная партия поддерживает курс на сближение с НАТО, в то время как Социал-демократическая партия Австрии и Австрийская партия свободы поддерживают традиционную политику нейтралитета, и большинство населения в целом поддерживает эту точку зрения.
Австрийские лидеры подчёркивают уникальную роль страны на стыке Востока и Запада как посредника в разрешении проблем между развитыми и развивающимися странами. Австрия принимает активное участие в работе ООН. Особое внимание уделяется Организации экономического сотрудничества и развития, а также другим международным экономическим организациям. Также активно участвует по программам ОБСЕ.
В Вене находится секретариат ОБСЕ и штаб-квартиры МАГАТЭ, Организации индустриального развития ООН, Программы ООН по контролю за наркотиками, Международного института системного анализа , а также ОПЕК. В последнее время Вена также становится центром таких организаций как Организация договора о всеобъемлющем запрещении ядерных испытаний и Вассенаарское соглашение (агентство по контролю за распространением технологий).
Австрийцы поддерживают постоянный обмен с представителями бизнеса, политическими деятелями, студентами, культурными группами и туристами со всеми странами центральной и восточной Европы. Австрийские компании принимают активное участие в инвестировании и торговле со странами центральной и восточной Европы. Кроме того, правительство Австрии и различные австрийские организации оказывают помощь в подготовке кадров для поддержки изменений, происходящих в регионе.